# Luis Nelson Cruz
Luis Nelson Cruz; (Santiago, 30 de septiembre de 1897 - Rancagua, 25 de enero de 1958). Abogado y político conservador chileno. Hijo de Erich Nelson Inch y Mónica Cruz Joyce. Ambos padres poseían ascendencia norteamericana. Contrajo matrimonio (1926) con Mary Anne Nestle, de origen británico, a quien conoció mientras completaba sus estudios secundarios en Londres.
Educado en el Colegio de los Sagrados Corazones de Santiago, en escuelas de Londres y en la Universidad de Chile, donde se graduó como abogado (1925). Se desempeñó como agregado en la Embajada de Chile en Uruguay y en Argentina.
Militante del Partido Conservador, trabajó en Santiago y en Valparaíso como abogado y como dirigente político. Llegó finalmente a residir a Rancagua, donde primero trabajó como abogado de la Mina El Teniente y de algunos empresarios agrícolas, a quienes además les sirvió como relaciones públicas, ya que logró importantes negocios con el extranjero para el comienzo de una industria exportadora.
Fue elegido Alcalde de la Municipalidad de Rancagua (1941-1944). Durante su administración comenzó la totalización del tendido eléctrico a todo el centro de la ciudad y la extensión a poblaciones emblemáticas como Centenario, Rubio, O'Higgins y San Francisco. Además mejoró la pavimentación de la calle del Rey (hoy calle del Estado) y de la calle Independencia (en ese entonces, camino del Crucero).